# Neoisoglossa franciscana
Neoisoglossa franciscana är en skalbaggsart som först beskrevs av Thomas Casey 1906.  Neoisoglossa franciscana ingår i släktet Neoisoglossa och familjen kortvingar. Inga underarter finns listade i Catalogue of Life.